# Cristopher Varela
Cristopher Javier Varela Caicedo, noto semplicemente come Cristopher Varela (San Cristóbal, 27 novembre 1999), è un calciatore venezuelano, portiere del La Equidad.

## Carriera

### Club
Cresciuto nel settore giovanile del Deportivo Táchira, debutta in prima squadra il 9 ottobre 2020 in occasione dell'incontro di Primera División perso 3-1 contro lo Zamora FC.

### Nazionale
Nel 2019 è stato convocato per il campionato sudamericano Under-20, nel quale non è però mai sceso in campo.
Ha giocato nella nazionale venezuelana Under-23.

## Statistiche

### Presenze e reti nei club
Statistiche aggiornate al 29 agosto 2021.
| Stagione        | Squadra           | Campionato      | Campionato | Campionato | Coppe nazionali | Coppe nazionali | Coppe nazionali | Coppe continentali | Coppe continentali | Coppe continentali | Altre coppe | Altre coppe | Altre coppe | Totale | Totale |
| Stagione        | Squadra           | Comp            | Pres       | Reti       | Comp            | Pres            | Reti            | Comp               | Pres               | Reti               | Comp        | Pres        | Reti        | Pres   | Reti   |
| --------------- | ----------------- | --------------- | ---------- | ---------- | --------------- | --------------- | --------------- | ------------------ | ------------------ | ------------------ | ----------- | ----------- | ----------- | ------ | ------ |
| 2017            | Deportivo Táchira | PD              | 2          | -3         | CV              | 0               | 0               |                    | -                  | -                  |             | -           | -           | 2      | -3     |
| 2018            | Deportivo Táchira | PD              | 3          | -2         | CV              | 0               | 0               | CL                 | 0                  | 0                  |             | -           | -           | 3      | -2     |
| 2019            | Deportivo Táchira | PD              | 2          | -4         | CV              | 0               | 0               |                    | -                  | -                  |             | -           | -           | 2      | -4     |
| 2020            | Deportivo Táchira | PD              | 0          | 0          | CV              | 0               | 0               |                    | -                  | -                  |             | -           | -           | 0      | 0      |
| 2021            | Deportivo Táchira | PD              | 14         | -16        | CV              | 0               | 0               | CL+CS              | 6+2                | -17;-3             |             | -           | -           | 22     | -36    |
| Totale carriera | Totale carriera   | Totale carriera | 21         | -25        |                 | 0               | 0               |                    | 8                  | -20                |             | -           | -           | 29     | -45    |

## Palmarès

### Club

#### Competizioni nazionali
- Campionato venezuelano: 1

Deportivo Táchira: 2021
- Copa Venezuela: 1

Deportivo La Guaira: 2024